# Рак-діоген самітник
Рак-діоген самітник (Diogenes pugilator) — вид раків-самітників, максимальна довжина карапаксу якого становить 5,45 мм. Поширений у східній Атлантиці від берегів Анголи на півдні до Північного моря на півночі, також у Середземному, Чорному і Червоному морях. Чисельність популяції D. pugilator зазвичай контролюється хижими крабами — Liocarcinus depurator.
Вид занесений до Червоної книги Чорного моря (охоронна категорія: під загрозою зникнення. — вид перебуває в небезпечному стані в українському секторі моря).